# نورثامبرلاند (نيويورك)
نورثامبرلاند (بالإنجليزية: Northumberland, New York)‏ هي بلدة أمريكية تقع في الولايات المتحدة في مقاطعة ساراتوغا، نيويورك. يقدر عدد سكانها بـ 4,603 نسمة ومساحتها 85.2 كم2 وترتفع عن سطح البحر 86 متر.

## أعلام
- تشارلز روجرز